# Bajka o mrtvoj kneginji i o sedmorici delija
Bajka o mrtvoj kneginji i o sedmorici delija (rus. Сказка о мёртвой царевне и семи богатырях) - bajka A.S. Puškina koju je napisao ujesen 1833. u Boldinom.
Bajka je slobodna obrada ruske bajke u koju su uneseni motivi njemačkog folklora.

## Kazališne predstave i ekranizacije
- Bajka o mrtvoj kneginji i o sedmorici delija, 1951., Sojuzmultfilm, scenarij I. Ivanova-Vano, Jurij Oleša, glazba J. Nikoljski.[2]
- Jesenja zvona, 1978., Centralni filmski studio dječjih filmova i filmova za mlade "M. Gorki", scenarij A. Volodin, režiser V. Gorikker.[3]
- Bajka o mrtvoj kneginji i o sedmorici delija - opera koja se od 1990. izvodi na sceni Teatra opere i baleta; kompozitor Viktor Plešak, redatelj V. Bitjuckih, dirigent V. Popov.[4]